# Klein Verrekijker
Klein Verrekijker was de naam van een fort in de huidige gemeente Hulst dat zich bevond ten noorden van Sint Jansteen. Het maakte deel uit van de Staats-Spaanse Linies.
Het fort werd eind 17e eeuw gebouwd en diende als uitkijkpost. Het was gelegen nabij de huidige Wittebrugstraat, aan de rand van de huidige Clingse Bossen. Van dit fort is tegenwoordig niets meer in het landschap te herkennen.